# Grzegorz Kłopot
Grzegorz Kłopot (ur. 7 sierpnia 1978 w Zielonej Górze) – polski żużlowiec.
Sport żużlowy uprawiał w latach 1995–2010, reprezentując barwy klubów: ZKŻ Zielona Góra (1995–2004), Wybrzeże Gdańsk (2005), Polonia Piła (2006), PSŻ Poznań (2007–2009) oraz Ostrovia Ostrów Wielkopolski (2010). Poza startami w lidze polskiej, startował również w ligach duńskiej, niemieckiej, włoskiej i czeskiej, w 2006 r. zdobywając srebrny medal drużynowych mistrzostw Czech (w barwach klubu PK Plzen).
Dwukrotny finalista młodzieżowych indywidualnych mistrzostw Polski (Częstochowa 1997 – IX miejsce, Grudziądz 1998 – XIII miejsce). Finalista młodzieżowych mistrzostw Polski par klubowych (Rzeszów 1997 – V miejsce). Dwukrotny finalista mistrzostw Polski par klubowych (Gorzów Wielkopolski 1998 – VII miejsce, Bydgoszcz 1999 – IV miejsce). Dwukrotny finalista turniejów o "Brązowy Kask" (Bydgoszcz 1996 – X miejsce, Piła 1997 – XII miejsce). Trzykrotny finalista turniejów o "Srebrny Kask" (Leszno 1997 – VI miejsce, Leszno 1998 – jako rezerwowy, Grudziądz 1999 – V miejsce). Zdobywca III miejsca w turnieju o Puchar Burmistrza Rawicza (Rawicz 2002).